# Hatfield (Pretoria)
Hatfield est un quartier situé à 5 km à l'est du centre-ville de Pretoria en Afrique du Sud, près du campus principal de l'université de Pretoria.
Délimité au nord par l'historique church street (section Stanza Bopape), à l'est par End street et Richard Street, au sud et à l'ouest par l'université de Pretoria, ses axes principaux sont Jan Shoba street, Francis Baard street et Pretorius Street.
Réputé notamment pour ses guest house et sa vie étudiante, Hatfield est un quartier voisin de Lynnwood (est), d'Arcadia (ouest) et de Sunnyside (sud-ouest).

## Démographie

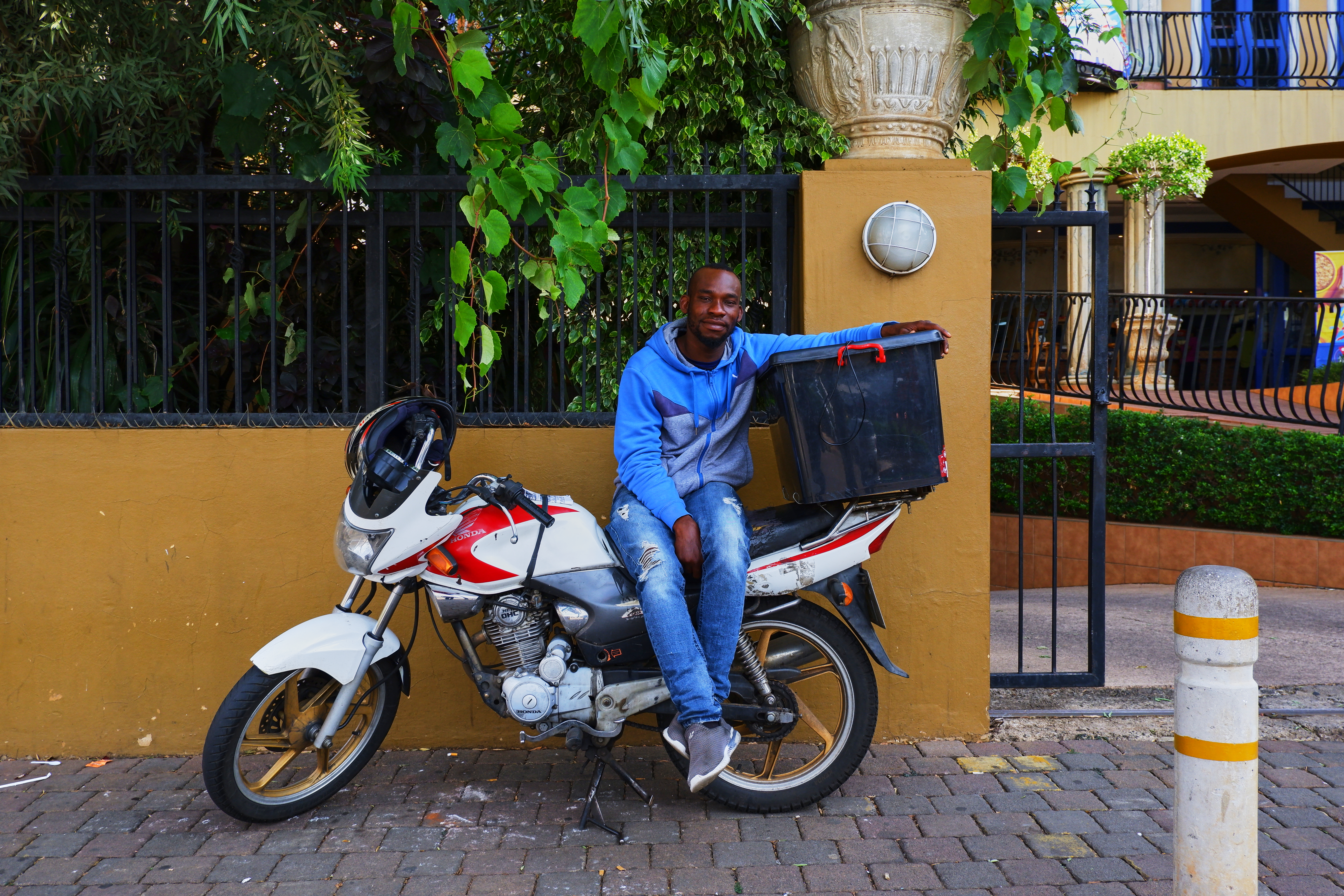
Livreur dans un quartier résidentiel.

Selon le recensement de 2011, Hatfield comprend plus de 9 274 résidents, issus principalement de la communauté noire (50,81 %). Les Blancs représentent 39,94 % des habitants tandis que les Coloureds et les Indiens représentent un peu plus de 8 % des résidents.
Les habitants sont à 33,12 % de langue maternelle anglaise, à 28,90 % de langue maternelle afrikaans, à 6,96 % de langue maternelle Setswana et à 6 % de langue maternelle zoulou.

## Historique
Le lotissement d'Hatfield fut créé en 1905 sur des terrains de la ferme de Koedoespoort. 
De 1859 à 1885, Koedoespoort appartenait à Lourens Cornelius Bronkhorst puis était devenu la propriété de la société méthodiste de Wesleyan. Divisé en parcelle par le géomètre-expert W.R Lanham, une partie des terres de Koedoespoort avait été revendu en 1903 à Patrick Duncan, le secrétaire colonial du Transvaal. 
Le lotissement créé en 1905 sur ces terrains est baptisé Hatfield en référence à Hatfield House, la résidence, à Hatfield en Angleterre, du gouverneur de la colonie du Transvaal, Sir William Waldegrave Palmer (1859-1942), 2nd comte de Selborne.
En 1916, le quartier de Hatfield fut formellement incorporé à la municipalité de Pretoria et devint dans les années 30 un quartier principalement résidentiel.

## Politique
Situé sur trois circonscriptions électorales, le quartier de Hatfield est dominé politiquement par l'Alliance démocratique. Lors des élections générales sud-africaines de 2014, l'Alliance démocratique a remporté plus de 50 % des suffrages dans la circonscription électorale de Belgrave square (est de la circonscription), situé intégralement dans Hatfield, devançant le congrès national africain (30,79 %). Dans les deux autres circonscriptions, partagées avec d'autres quartiers (Bryntirion, Colbyn, Hillcrest), la DA a remporté de 57 à 63 % des voix.